# بيج هوارد
بيج هوارد (بالإنجليزية: Paige Howard)‏ هي ممثلة أمريكية، ولدت في 5 فبراير 1985 في لوس أنجلوس في الولايات المتحدة.

## وصلات خارجية
- بيج هوارد على موقع IMDb (الإنجليزية)
- بيج هوارد على موقع قاعدة بيانات الفيلم (الإنجليزية)